# Халупенко Петро Федірович
Халупенко Петро Федірович (нар. 16 січня 1913 хутір Гута— пом. 17 жовтня 1992, Шостка) — радянський партизан Глухівського партизанського загону.

## Біографія
Народився 16 січня 1913 року на хуторі Гута Глухівського району Сумської області. 1927 року закінчив у Гуті 4-річну початкову школу, був прийнятий до комсомолу. У цьому ж році пішов на навчання до села Землянки. 1935 року проходив службу в армії за спеціальністю артилерист, в Червоній армії був командиром розрахунку гармати, після армії навчання у школі НКВС. Був одружений з Лопан Параскою  Антисівною 1918-13.11.1992 рр.
З 1936 до 1941 року у Шосткинській міліції, а з 1938 р. працював дільничим міліціонером у Шосткинському районному управлінні робітничо-селянської міліції та карного розшуку.
З початком німецько-радянської війни його викликали у відділок міліції та повідомили, що він залишається у підпіллі в Шостці але потрапив у партизанський загін.
За наказом керівництва пішов у підпілля для формування партизанського руху. Хорунжий (молодший лейтенант) РУМ НКВС міста Шостки, Сумської області УРСР, з 26.01.1942 р. боєць 4-го Путивльського партизанського загону, з 29.01.1942 р. боєць Глухівського партизанського загону, з 10.07.1942 р. боєць Шосткинського партизанського загону у складі Глухівського партизанського загону, з 01.08.1942 р. командир 45 мм гармати Глухівського партизанського загону, з 30.09.1942 р. командир 1-ї гармати артбатареї в/ч, 06.11.1943 р. присвоєно звання старшина, з 24.09.1943 р. командир відділення 5-ї роти Путивльського партизанського загону, боєць артбатареї 1-й УПД, з 20.03.1944 р. командир взводу 2-ї роти 1-го СБ 1-го СП, з 05.04.1944 р. командир 2-ї роти 1-го СП 1-го СП 1-го УПД, лейтенант, 12.11.1944 р. вибув з частини у зв’язку з розформуванням.
Разом з білоруськими партизанами Петро Халупенко знищив німецький гарнізон в селі Брагіне. Було знищено декілька ДЗОТів (Дерево-земляна оборонна точка – закрита польова фортифікаційна споруда для ведення вогню з кулеметів і гармат), німецьку комендатуру, склади зброї, пального та речового майна.
В останні роки мешкав у смт. Вороніжі, вул. Івана Франка, 34, працював головою колгоспу та комендантом торфопідприємства.
Мав дітей: Горова Ніна 24.01.1941-2019 рр. Замора Надія 30.08.1945 р.н.

## Нагороди
Був нагороджений: Орденом Червоного Прапора, Орденом Червоної Зірки, Медаль «За доблесну працю у Велику Вітчизняну війну 1941-1945 рр.», медаль «Партизану Вітчизняної війни 1 ступеня», медаль «Партизану Вітчизняної війни 2 ст.», Орден Вітчизняної війни нагороджений згідно наказу Президіуму Верховної Ради СРСР від 7 березня 1943 р.